# Lecane urna
Lecane urna är en hjuldjursart som beskrevs av Nogrady 1962. Lecane urna ingår i släktet Lecane och familjen Lecanidae. Inga underarter finns listade i Catalogue of Life.